# Dorothee Feller

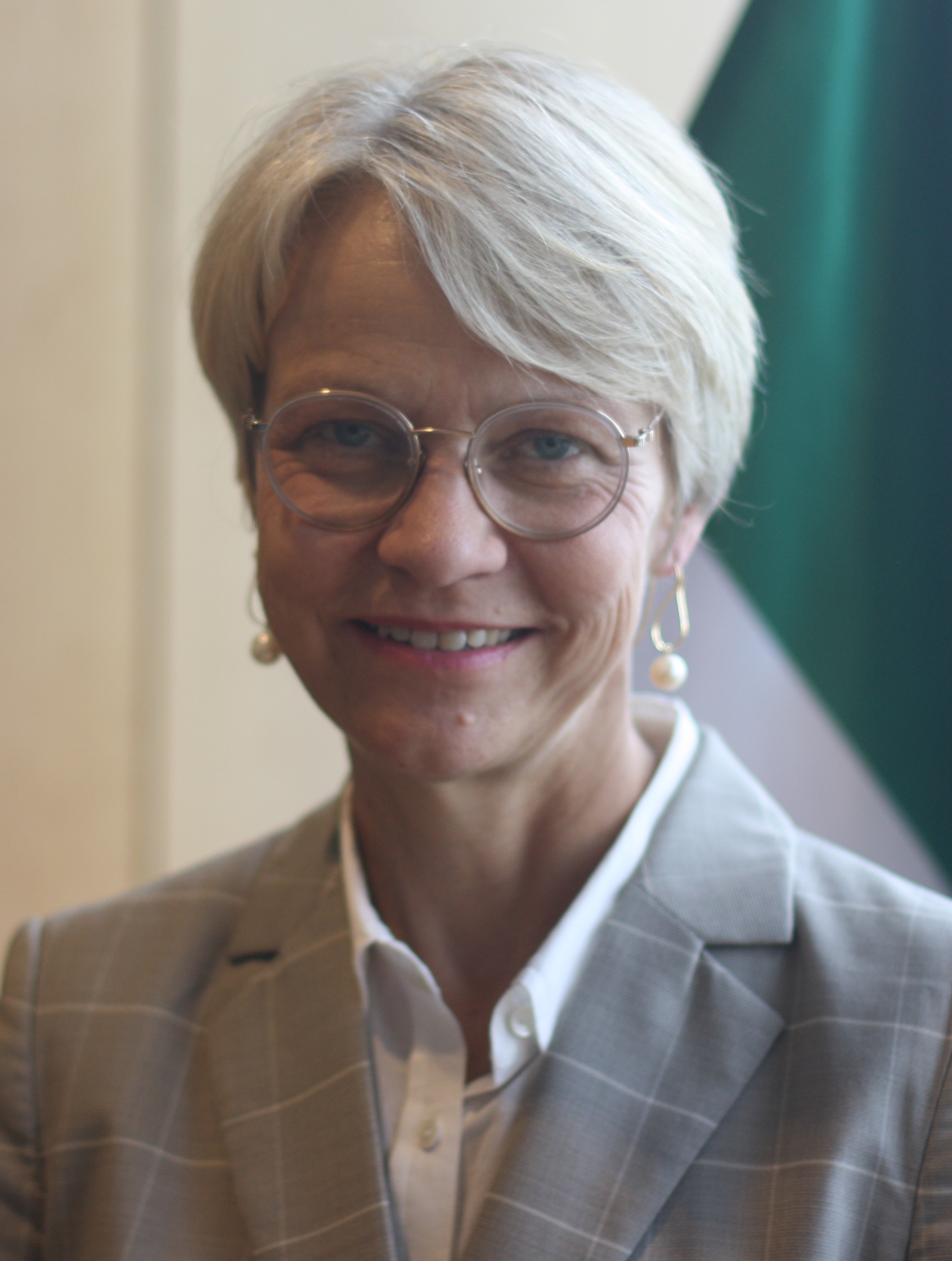
Dorothee Feller (2024)

Dorothee Feller (* 6. Mai 1966 in Dorsten) ist eine deutsche Politikerin (CDU) und Verwaltungsjuristin. Sie war von 2017 bis 2022 Regierungspräsidentin des Regierungsbezirks Münster und ist seit dem 29. Juni 2022 Ministerin für Schule und Bildung des Landes Nordrhein-Westfalen im Kabinett Wüst II.

## Werdegang
Feller legte 1986 das Abitur am Gymnasium Petrinum Dorsten ab. Nach dem Jurastudium in Bonn und Münster begann sie 1996 ihre Arbeit bei der Bezirksregierung Münster. Von 2001 bis 2003 war sie Referentin des Regierungspräsidenten Jörg Twenhöven, anschließend Hauptdezernentin des Dezernats für Organisationsangelegenheiten, bevor sie 2008 stellvertretende Regierungspräsidentin wurde. Am 31. August 2017 übernahm sie das Amt der Regierungspräsidentin von Reinhard Klenke, der in den Ruhestand ging. Sie war die erste Frau in diesem Amt.
Am 29. Juni 2022 berief NRW-Ministerpräsident Hendrik Wüst (CDU) Feller als Nachfolgerin von Yvonne Gebauer zur Ministerin für Schule und Bildung in der schwarz-grünen Landesregierung (Kabinett Wüst II). Im Amt der Regierungspräsidentin des Regierungsbezirks Münster folgte ihr Andreas Bothe nach.

## Politik

### Schulministerin Nordrhein-Westfalens
Im Dezember 2022 stellte Feller als Reaktion auf den Lehrermangel in Nordrhein-Westfalen – 8000 nicht besetzte Stellen, davon 3400 an Grundschulen – das Handlungskonzept Unterrichtsversorgung vor. Gegliedert in drei Abschnitte „Lehrerausbildung und Lehrereinstellung“, „Wertschätzung und Entlastung“ sowie „Dienstrecht“ sollte das Maßnahmenpaket kurz-, mittel- und langfristig dem Lehrermangel entgegenwirken. Die unter den Abschnitt „Dienstrecht“ fallenden Abordnungen von Bestandslehrkräften aus dem Münsterland ins Ruhrgebiet sorgten in der Folge für Kritik. Das Handlungskonzept wurde im Mai 2024 fortgeschrieben.
Im Zuge der teils kontroversen Diskussion um das beamtenrechtliche Mäßigungsgebot von Lehrkräften im Vorfeld der Europawahl 2024 rief Feller Lehrkräfte zur Teilnahme an Protesten gegen Rechtsextremismus auf, nachdem zuvor ein ministerielles Schreiben zur Neutralitätspflicht auf breite Kritik gestoßen war.
Im Mai 2024 stellte Feller Pläne zur Reformierung der Gymnasialen Oberstufe vor, wodurch ab 2026 neue Prüfungsformate ermöglicht und das Abitur durch ein fünftes Abiturfach ergänzt werden solle. In der Diskussion um islamischen Religionsunterricht an nordrhein-westfälischen Schulen bezeichnete Feller diesen 2024 als „unverzichtbar“.